# Koasati
Koasati, także Coushatta – plemię Indian Ameryki Północnej zamieszkujące dzisiejsze obszary stanu Alabama, prawdopodobnie spokrewnione z plemieniem Alibamu. Wojownicy obu tych plemion często razem wyruszali na wyprawy wojenne przeciwko innym Indianom. Wojennym przybraniem głów były bizonie rogi. W walce używali maczug, łuków i strzał.
Dzisiaj Koasati są protestantami, zamieszkują niewielki (154 akry) Coushatta Reservation w Allen Parish w stanie Luizjana. Na początku lat dziewięćdziesiątych XX wieku było ich około 400. Władzę zwierzchnią pełni Rada Plemienna.